# Rue des Vignes (Paris)
Pour les articles homonymes, voir Rue des Vignes.
La rue des Vignes est une voie du 16e arrondissement de Paris, en France.

## Situation et accès
La rue des Vignes est une voie publique située dans le 16e arrondissement de Paris. Elle débute au 72, rue Raynouard et se termine au 13, avenue Mozart.

Autres vues
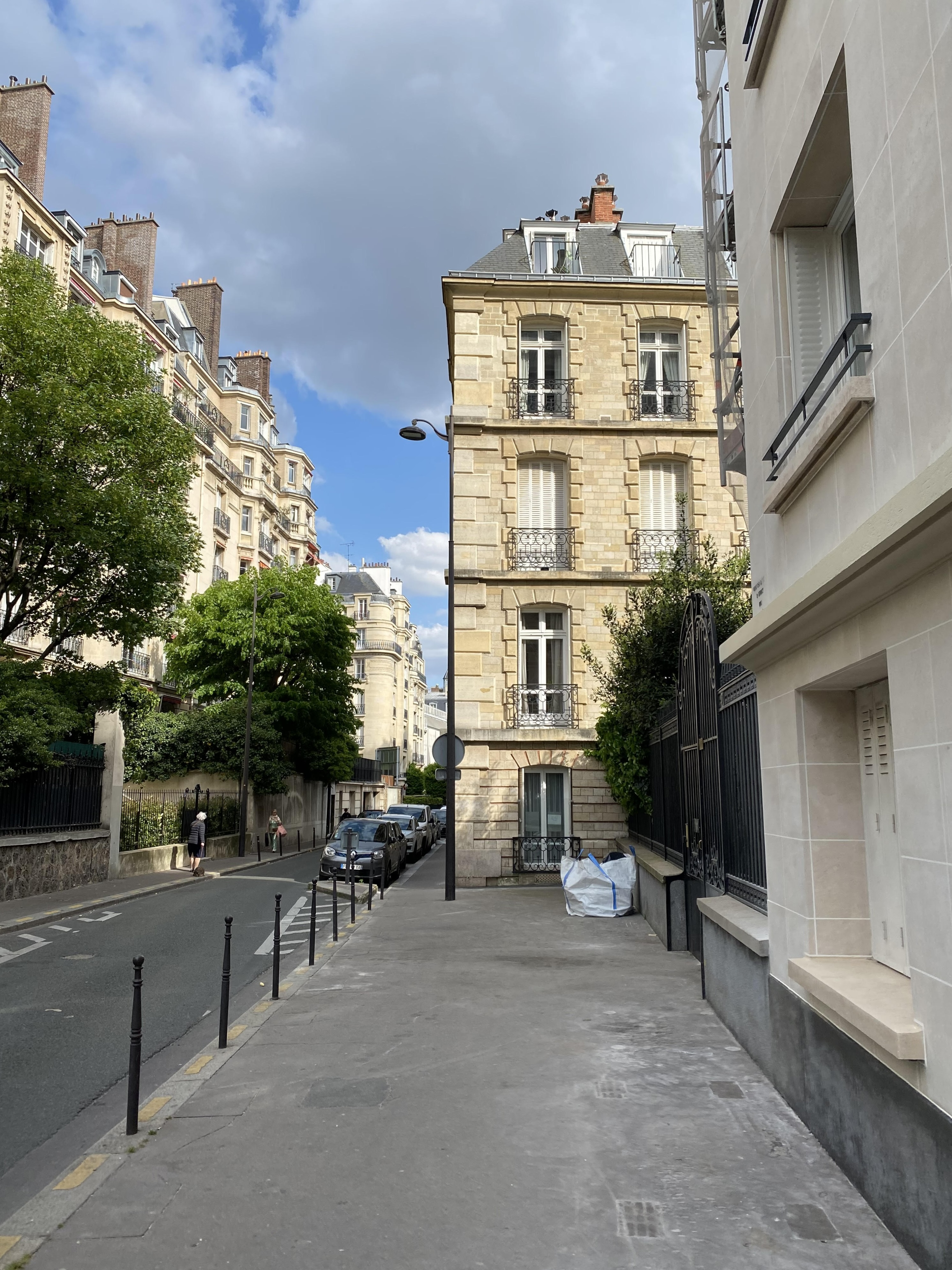
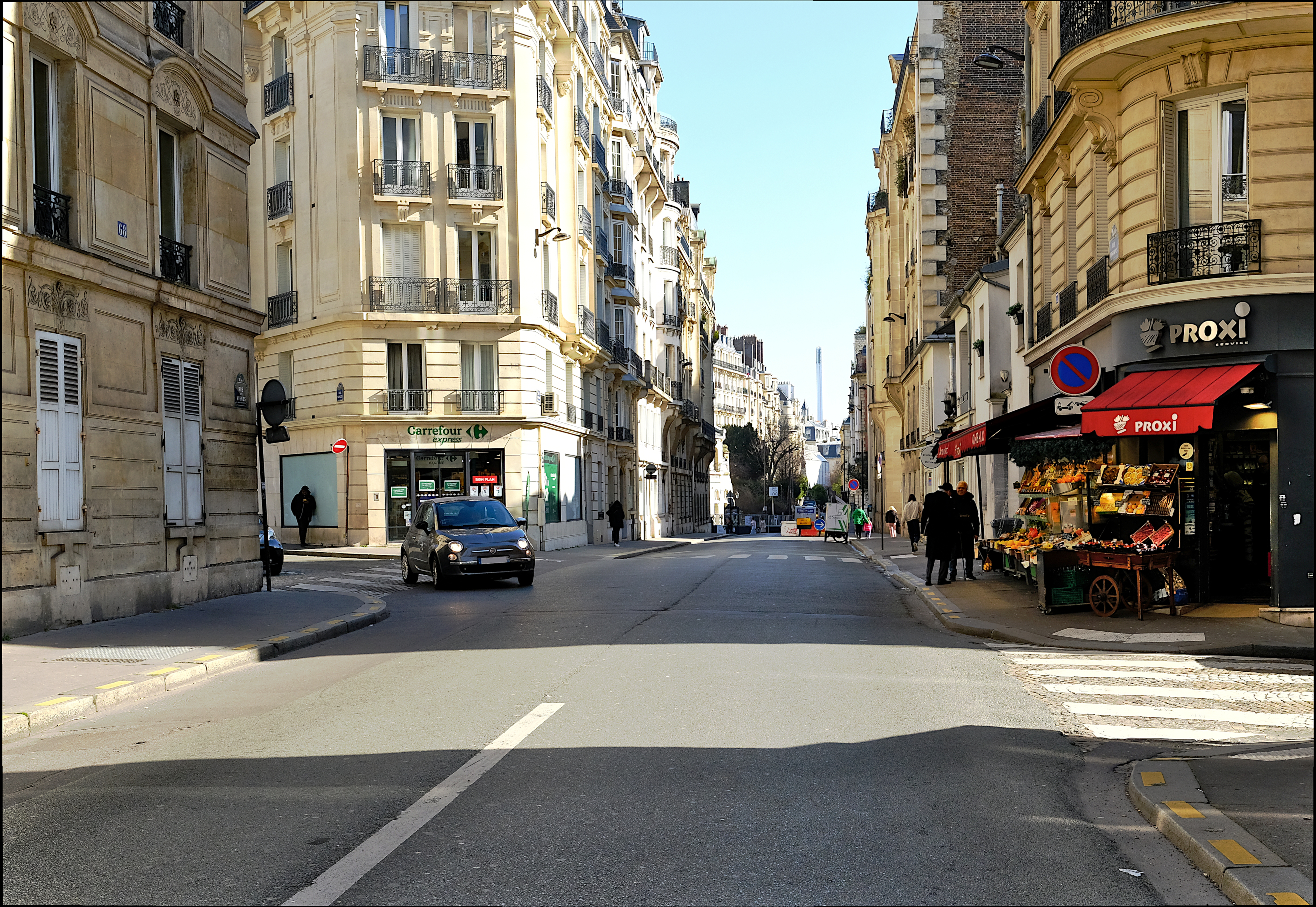

Le quartier est desservi par la ligne 9 à la station La Muette et par la ligne C à la gare de Boulainvilliers.

## Historique
Cette voie de l'ancienne commune de Passy, qui s'appelait « ruelle Saint-Pol » au XVIe siècle, longeait, en 1543, le château seigneurial de Passy.
En 1730, alors appelée « chemin des Vignes », elle reliait la rue Basse à la Muette.
Classée dans la voirie parisienne en vertu du décret du 23 mai 1863, elle prend en 1875 le nom de « rue Houdon » puis sa dénomination actuelle par un arrêté du 1er février 1877.

Evolution du nom de la rue
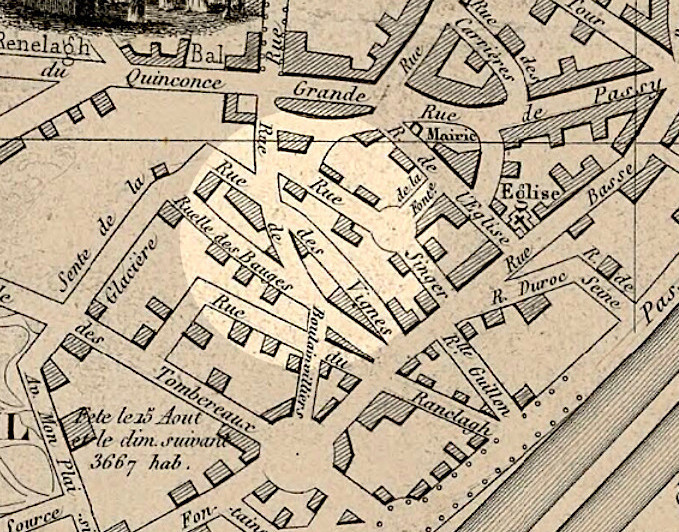
Rue des Vignes sur le plan de 1847.
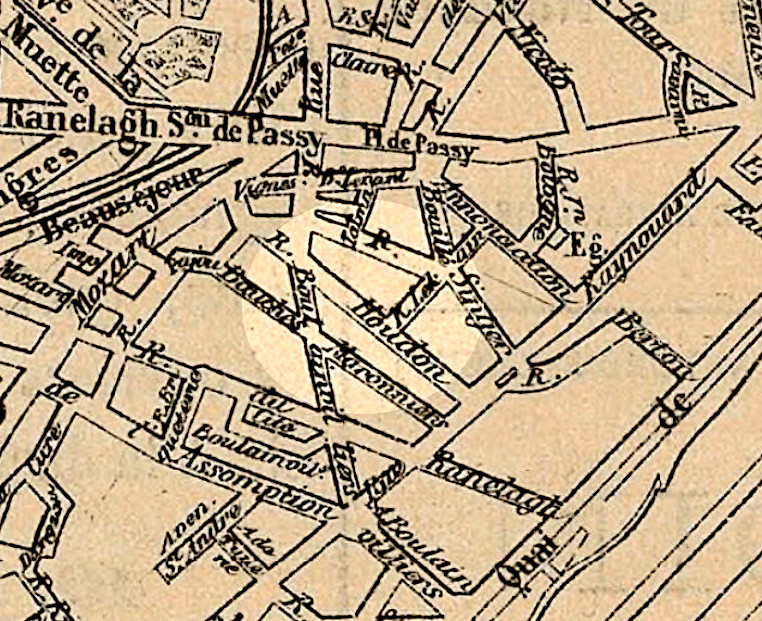
Rue Houdon sur le plan de 1878.
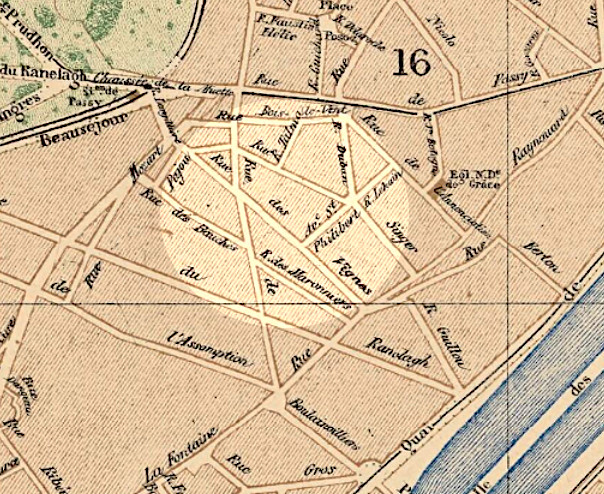
Rue des Vignes sur le plan de 1891.

Il ne faut pas la confondre avec la voie se trouvant entre les rues de Boulainvilliers et Mozart, qui portait initialement le nom de « rue des Vignes » et qui, en 1877, a été réunie à la rue Bois-Le-Vent.

Vues historiques
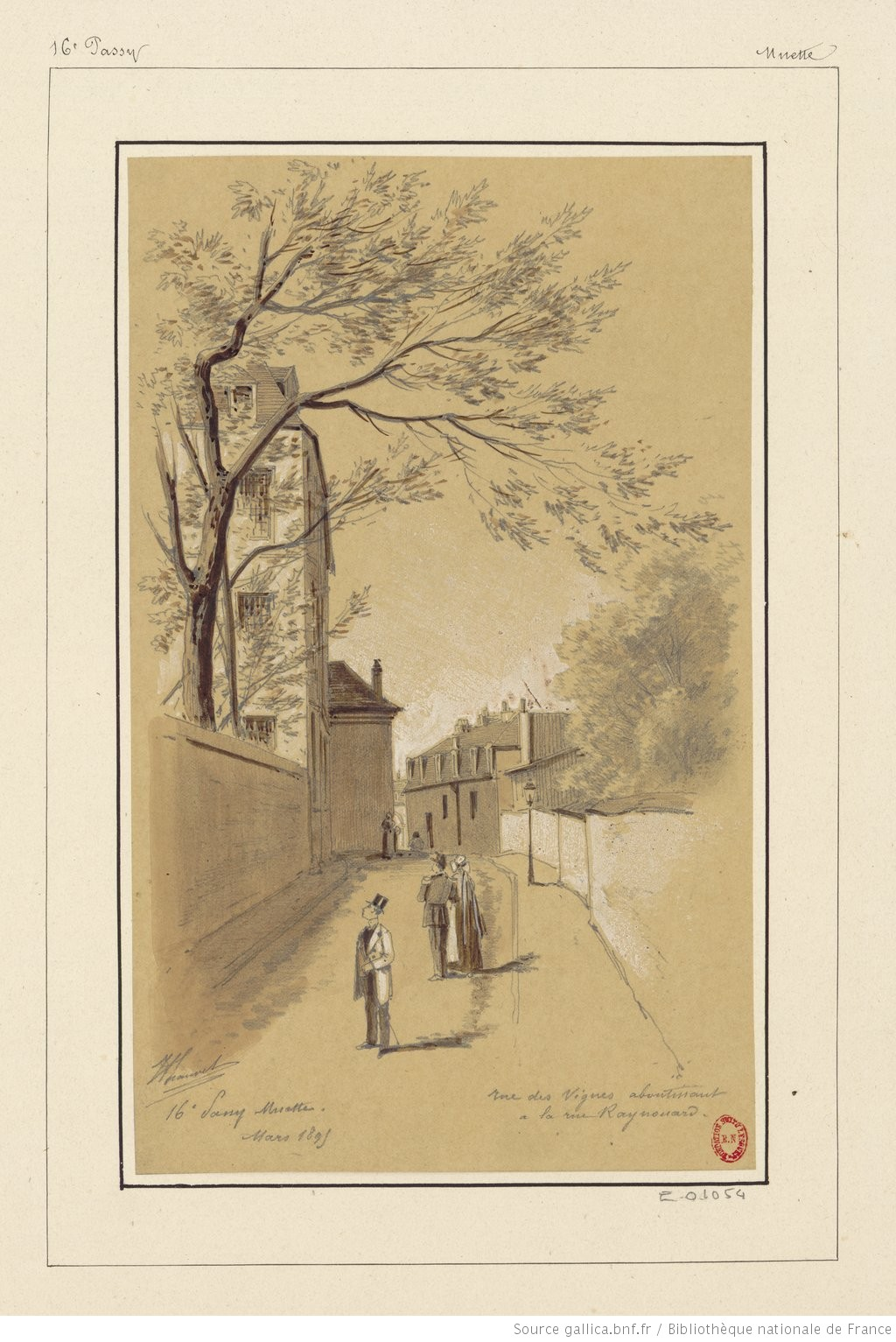
Dessin de la rue par Jules-Adolphe Chauvet (1895).
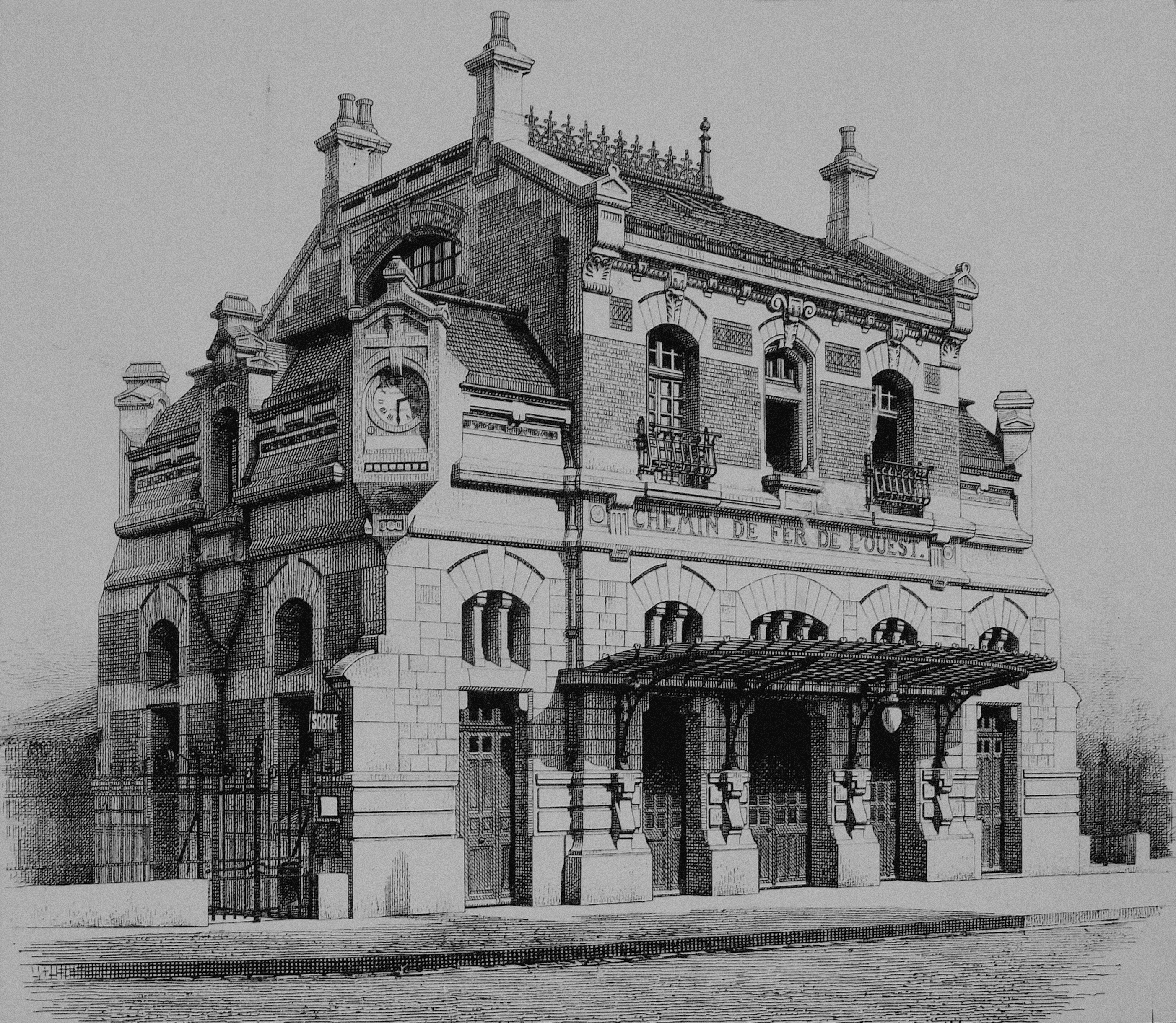
Gare de Boulainvilliers vers 1900.

## Bâtiments remarquables et lieux de mémoire
- No 2 : entrée secondaire du lycée Saint-Jean-de-Passy.
- No 5 : théâtre Le Ranelagh.
- No 32 : le compositeur Gabriel Fauré y a vécu de 1911 à sa mort, en 1924[3] ; une plaque lui rend hommage.
- No 34 : domicile de l'avocate Hélène Miropolsky (1886-1976), où elle est morte.

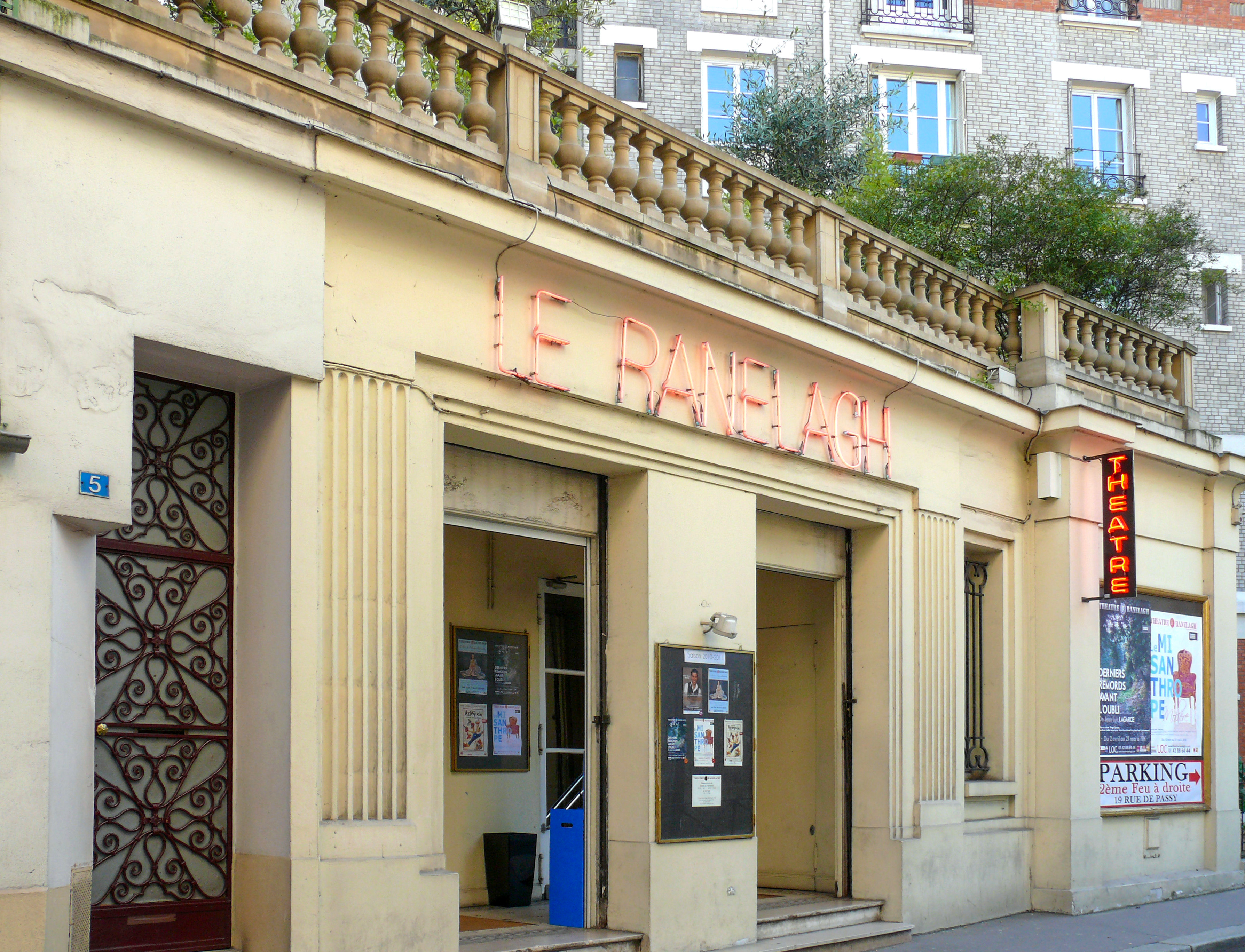
Théâtre au no 5.
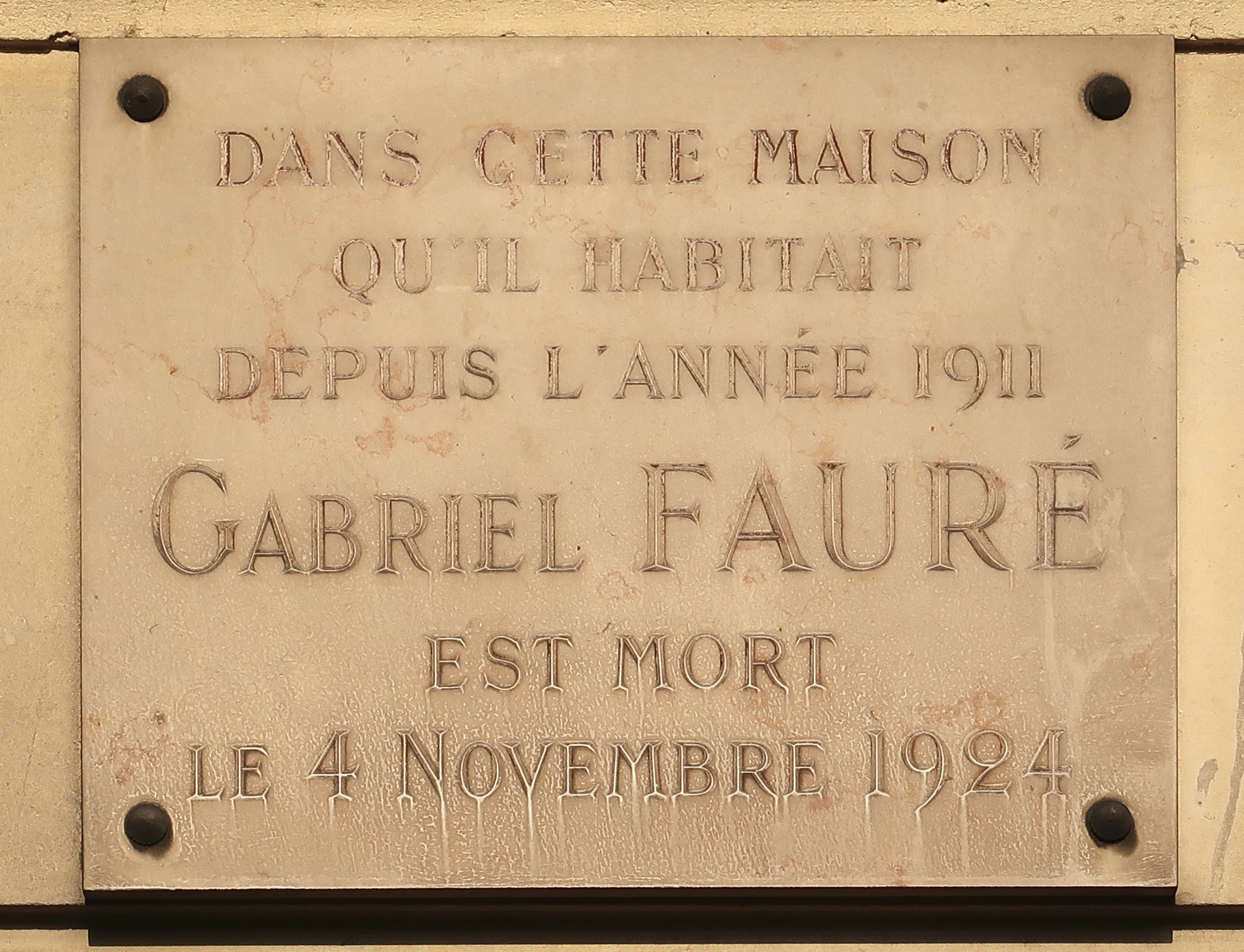
Plaque au no 32.
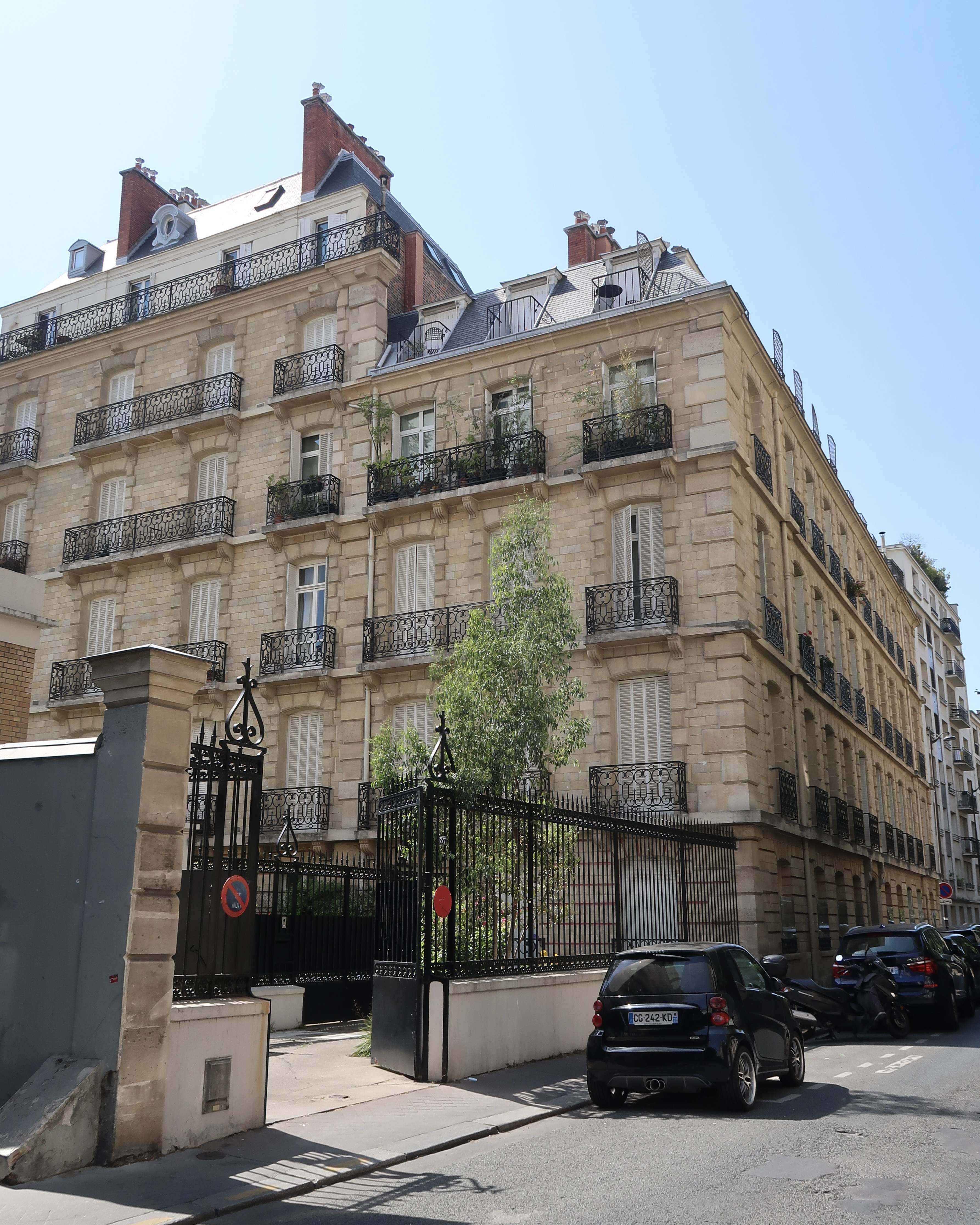
No 37.

- No 73 : le chimiste Édouard Bénédictus y est mort en 1930 ; une plaque lui rend hommage.
- No 75 : le peintre Louis Anquetin y a habité dès 1906.
- No 85 : à cette adresse fictive (la numérotation réelle s'arrête à 77) est censé se trouver un appartement occupé par les services secrets français, où Mireille Darc, agent secret, accueille Pierre Richard, violoniste supposé agent double, pour essayer de lui soutirer de supposées informations, dans le film Le Grand Blond avec une chaussure noire (1972).

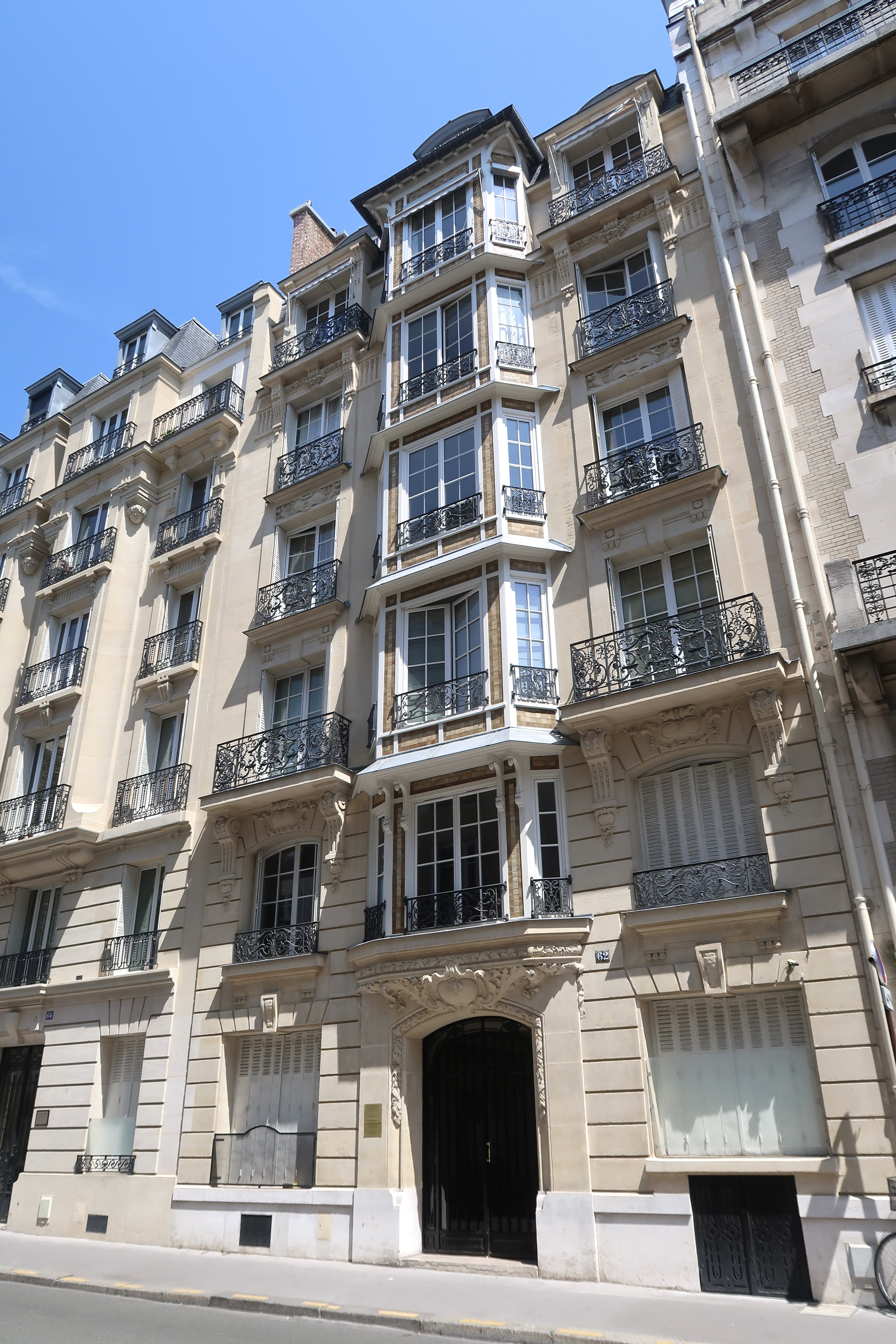
No 62 : bow-windows.
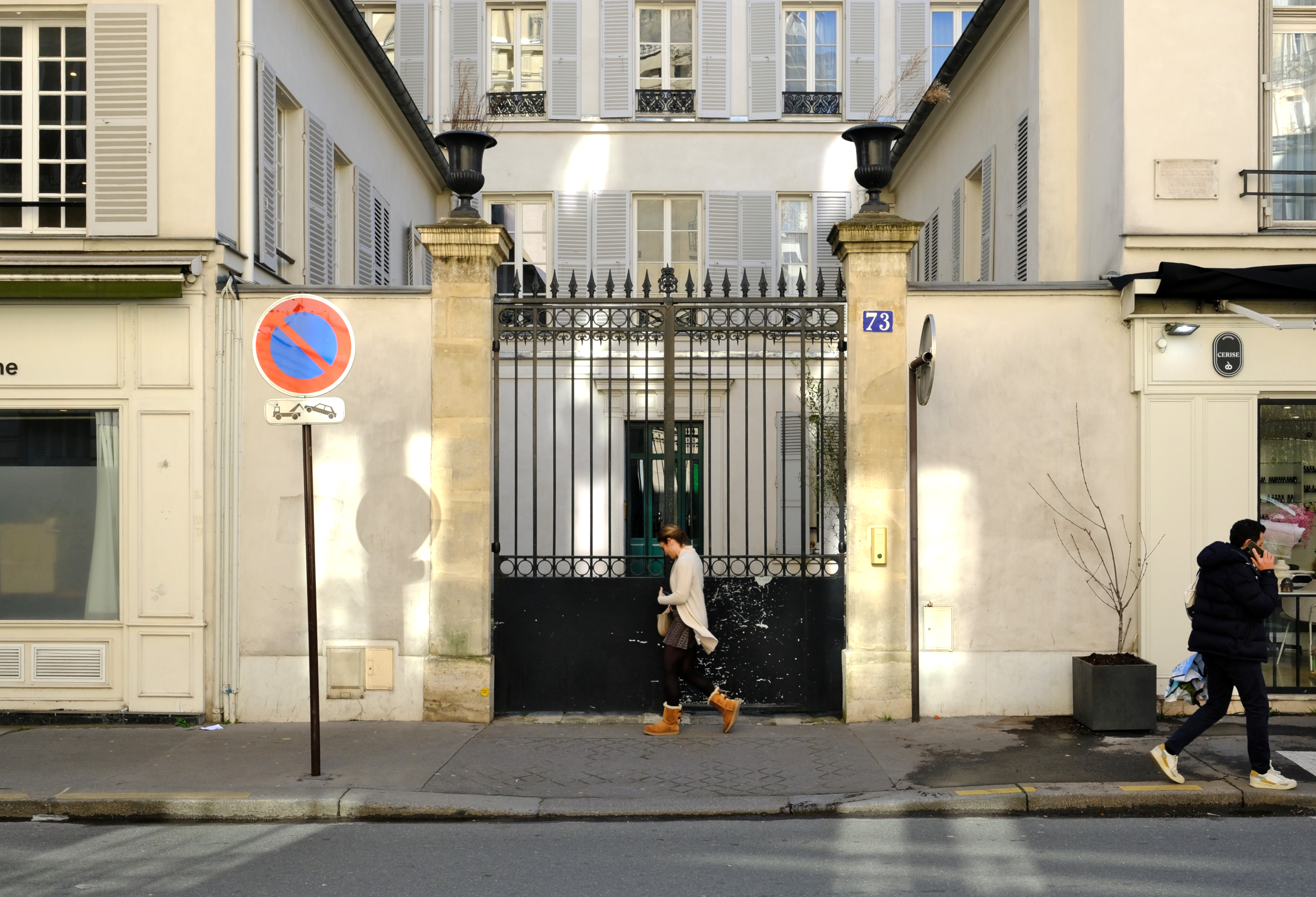
No 73.
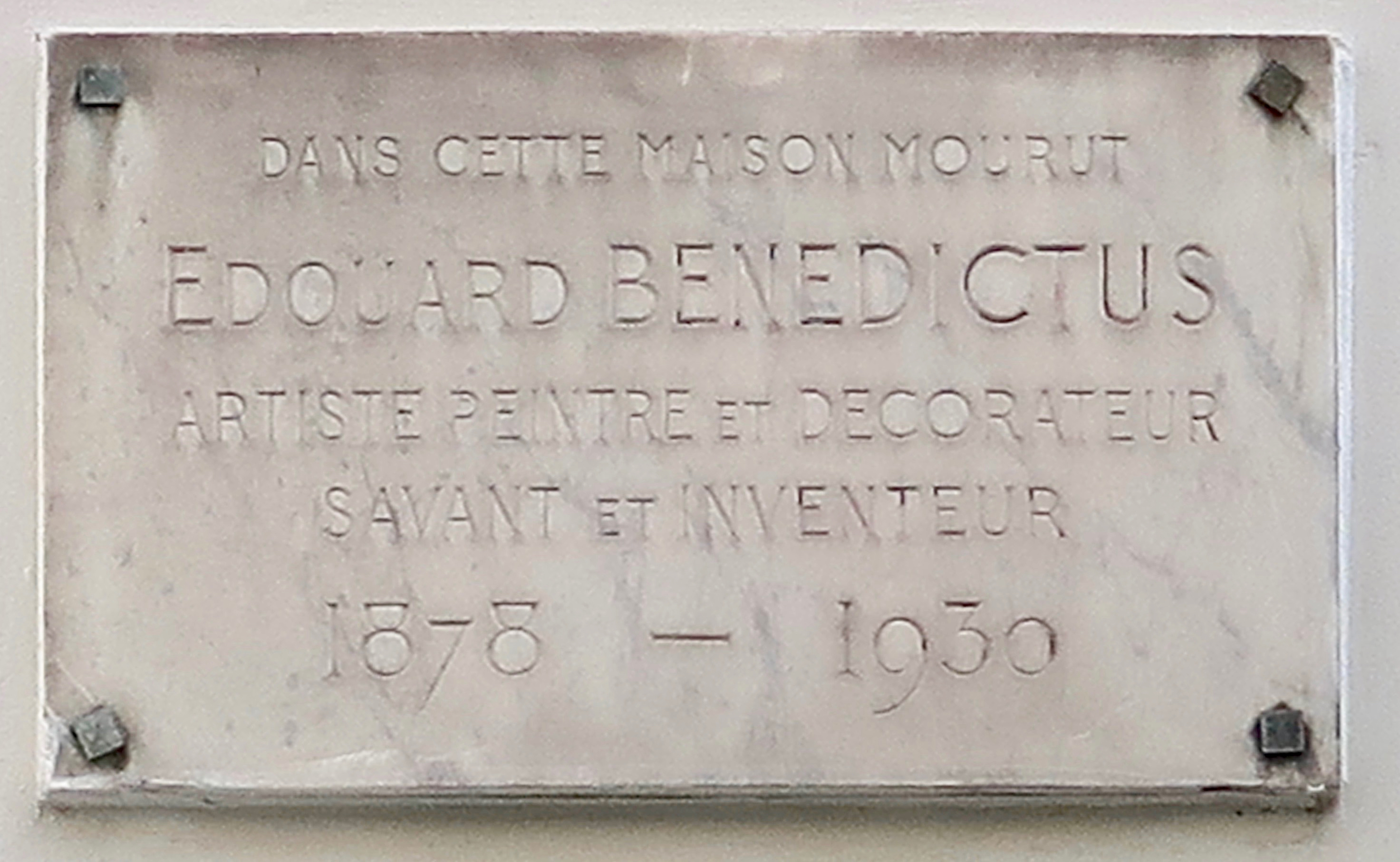
Plaque au no 73.
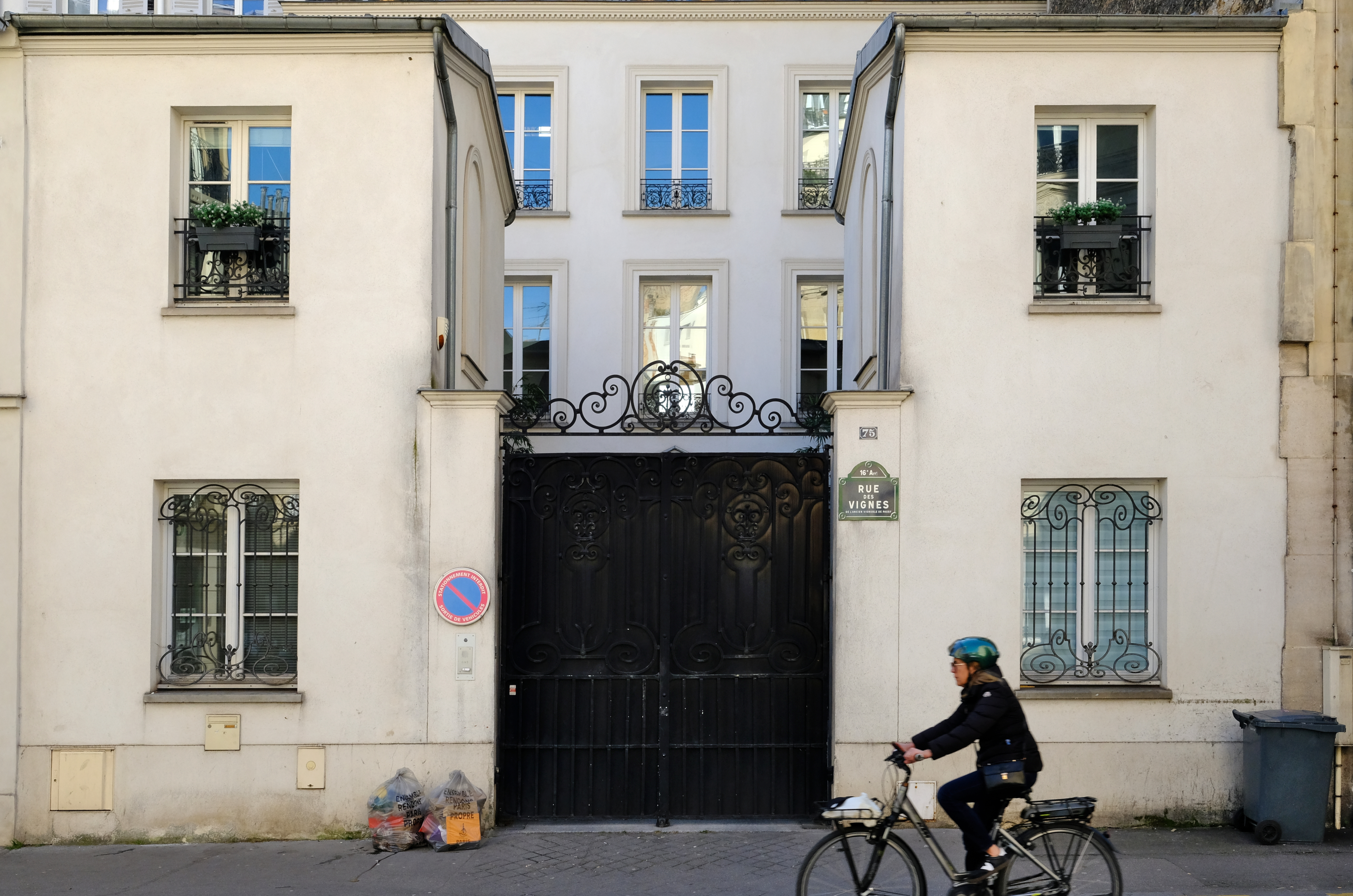
No 75.